# Піффард (Нью-Йорк)
Піффард (англ. Piffard) — переписна місцевість (CDP) в США, в окрузі Лівінгстон штату Нью-Йорк. Населення — 208 осіб (2020).

## Географія
Піффард розташований за координатами 42°49′55″ пн. ш. 77°51′30″ зх. д. / 42.83194° пн. ш. 77.85833° зх. д. (42.831854, -77.858397).  За даними Бюро перепису населення США в 2010 році переписна місцевість мала площу 2,42 км², уся площа — суходіл.

## Демографія
Згідно з переписом 2010 року, у переписній місцевості мешкало 220 осіб у 90 домогосподарствах у складі 63 родин. Густота населення становила 91 особа/км².  Було 97 помешкань (40/км²).
Расовий склад населення:
| - 91,4 % — білих - 3,2 % — чорних або афроамериканців - 0,9 % — корінних американців |

До двох чи більше рас належало 4,5 %. Частка іспаномовних становила 2,7 % від усіх жителів.
За віковим діапазоном населення розподілялося таким чином: 19,5 % — особи молодші 18 років, 64,1 % — особи у віці 18—64 років, 16,4 % — особи у віці 65 років та старші. Медіана віку мешканця становила 47,2 року. На 100 осіб жіночої статі у переписній місцевості припадало 113,6 чоловіків;  на 100 жінок у віці від 18 років та старших — 98,9 чоловіків також старших 18 років.
Середній дохід на одне домашнє господарство  становив 57 920 доларів США (медіана — 55 750), а середній дохід на одну сім'ю — 49 735 доларів (медіана — 27 019). Медіана доходів становила 47 375 доларів для чоловіків та 46 786 доларів для жінок. За межею бідності перебувало 2,3 % осіб, у тому числі 0,0 % дітей у віці до 18 років та 0,0 % осіб у віці 65 років та старших.
Цивільне працевлаштоване населення становило 143 особи. Основні галузі зайнятості: роздрібна торгівля — 27,3 %, науковці, спеціалісти, менеджери — 17,5 %, транспорт — 15,4 %.